# Empoasca bispinatella
Empoasca bispinatella är en insektsart som beskrevs av Young 1953. Empoasca bispinatella ingår i släktet Empoasca och familjen dvärgstritar. Inga underarter finns listade i Catalogue of Life.